# (597) Бандузия
(597) Бандузия (лат. Bandusia, Bandusium) — астероид в поясе астероидов, найденный Максом Вольфом 16 апреля 1906 года в Хайдельберге.
Астероид назван в честь природного источника в Полеццо, Апулия (Италия).

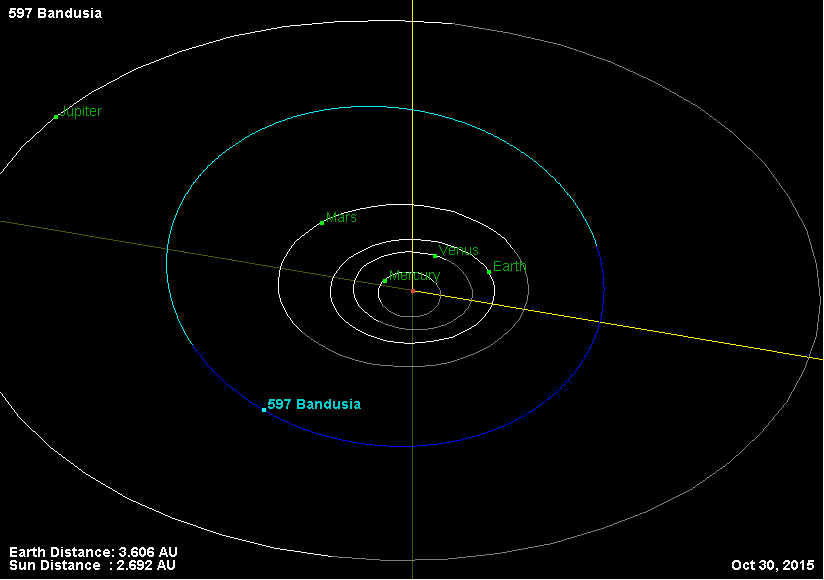
Орбита астероида Бандузия и его положение в Солнечной системе